# Душан Илијевић
Душан Илијевић (Идвор, 6. јун 1927 – Нови Сад, 18. фебруар 2004) био је агроном и правник, политичар, градоначелник Новог Сада (1967—1973).

## Биографија
Рођен у Идвору 1927. године, Илијевић долази из породице која је пореклом из Црепаје. За време окупације учествовао у покрету отпора. Нижу гимназију учио у Петровграду и Београду, Средњу пољопривредну школу завршио 1949. у Зрењанину, а дипломирао на Пољопривредном факултету у Земуну (1954) и касније ванредно на Правном факултету у Београду (1963). На место градоначелника Новог Сада дошао је 1967. и на тој одговорној дужности био до септембра 1973. Подржавао је развој културе, а посебно је био наклоњен ликовној уметности. Од 1982. до 1990. налазио се на дужности у Скупштини СФРЈ. Као делегат (посланик) водио је одборе за тржиште и цене и за финансије. Пензионасан је 1991.